# Mercogliano
Mercogliano község (comune) Olaszország Campania régiójában, Avellino megyében.

## Fekvése
A megye központi részén fekszik. Határai: Avellino, Monteforte Irpino, Mugnano del Cardinale, Ospedaletto d’Alpinolo, Quadrelle és Summonte. A település a Parteniói Regionális Park területén fekszik.

## Története
Nevét a település egykori vára után (Castrum Mercurianum) után kapta, amely egy Merkúr tiszteletére emelt római templom helyén épült. A templom 1656-ban leégett, de restaurálták így ma ismét látogatható. A települést az i. e. 6 században a longobárdok elől ide menekülő abellinumi lakosok alapították. Első írásos emléke 982-ból származik. A középkor során az Avellinói Grófság része volt. A 19. században nyerte el önállóságát, amikor a Nápolyi Királyságban felszámolták a feudalizmust.

## Népessége
A népesség számának alakulása:

## Főbb látnivalói
- a középkori épületekkel tarkított központ, a Capocastello
- a Santuario del Montevergine